# Javier Olivares
Javier Olivares Zurilla (Madrid, 1958) es un guionista, historiador del arte, dramaturgo y profesor español.

## Biografía
Nacido en Madrid en 1958, es licenciado en Historia del arte por la Universidad Complutense de Madrid y tiene un máster en Estética por la Universidad Autónoma de Madrid. Ejerció de crítico de arte en la revista Lápiz y fue redactor jefe de La Luna de Madrid. Actualmente es profesor de Guion en el máster de Producción de la Universidad Complutense y director del área de Cultura del IED Madrid.
Además, ha sido dramaturgo, adaptando Pantaleón y las visitadoras de Mario Vargas Llosa y Tristana de Benito Pérez Galdós. También ha adaptado al español Això a un fill no se li fa y Soterrani de Josep Maria Benet. Ha sido guionista de varias series españolas como Los Serrano, Los hombres de Paco, Robles investigador, Pelotas, El secreto de la porcelana y Camino de Santiago, así como director argumental de las últimas temporadas de Ventdelplà. Es creador de Isabel, Víctor Ros, Kubala, Moreno i Manchón, Infidels y, con su hermano Pablo Olivares, de El Ministerio del Tiempo.

## Premios
Saraqusta Film Festival
| Año  | Categoría        | Resultado |
| ---- | ---------------- | --------- |
| 2021 | Premio Saraqusta | Ganador   |